# Баркань (комуна)
Баркань, Баркані (рум. Barcani) — комуна у повіті Ковасна в Румунії. До складу комуни входять такі села (дані про населення за 2002 рік):
- Баркань (2439 осіб) — адміністративний центр комуни
- Ледеуць (705 осіб)
- Серемаш (692 особи)

Комуна розташована на відстані 139 км на північ від Бухареста, 30 км на південний схід від Сфинту-Георге, 37 км на схід від Брашова.

## Населення
За даними перепису населення 2002 року у комуні проживали 3836 осіб.
Національний склад населення комуни:
| Національність | Кількість осіб | Відсоток |
| -------------- | -------------- | -------- |
| румуни         | 3822           | 99,6%    |
| угорці         | 14             | 0,4%     |

Рідною мовою назвали:
| Мова      | Кількість осіб | Відсоток |
| --------- | -------------- | -------- |
| румунська | 3827           | 99,8%    |
| угорська  | 9              | 0,2%     |

Склад населення комуни за віросповіданням:
| Релігія       | Кількість осіб | Відсоток |
| ------------- | -------------- | -------- |
| православні   | 3772           | 98,3%    |
| п'ятдесятники | 41             | 1,1%     |
| римо-католики | 7              | 0,2%     |
| реформати     | 5              | 0,1%     |
| бретрени      | 2              | 0,1%     |
| адвентисти    | 1              | < 0,1%   |